# Porcile
Porcile is een Italiaanse dramafilm uit 1969 onder regie van Pier Paolo Pasolini.

## Verhaal
De film bestaat uit twee verhalen. In het eerste deel heeft een jonge kannibaal juist zijn vader gedood. Hij wordt daarom ter dood veroordeeld en zal door wilde dieren worden verscheurd. In het tweede deel, een confrontatie tussen nazi-Duitsland en het Duitsland  van het Wirtschaftswunder, besluit Julian bij de varkens op zijn boerderij te gaan leven, omdat hij niet van mensen houdt.

## Rolverdeling
| Acteur            | Personage      |
| ----------------- | -------------- |
| Pierre Clémenti   | Kannibaal      |
| Jean-Pierre Léaud | Julian Klotz   |
| Ugo Tognazzi      | Herdhitze      |
| Alberto Lionello  | Mijnheer Klotz |
| Marco Ferreri     | Hans Günther   |
| Anne Wiazemsky    | Ida            |
| Ninetto Davoli    | Maracchione    |